# 白人男孩瑞克
《白人男孩瑞克》（英語：White Boy Rick）是一部由亞恩·迪曼奇执导，安迪·韦斯、洛根·米勒和诺亚·米勒编剧的2018年美国 犯罪剧情片。影片由马修·麦康纳、首次出演电影的里奇-梅里特、蓓尔·宝利、珍妮佛·傑森·李、布萊恩·泰瑞·亨利、羅利·科奇瑞恩、RJ·賽勒、喬納森·梅傑斯、埃迪·馬森、布鲁斯·邓恩和派珀·劳瑞主演。该片根据小理查德·韦尔什的故事改编，他在20世纪80年代成为史上最年轻的FBI举报人，年仅14岁。
此电影于2018年8月31日在特柳赖德电影节首映，同年9月14日由索尼影业发行在美国发行。影评人对该片的评价褒贬不一，总票房超过2500万美元，与2900万美元的预算相差400万美元。

## 备注
1. ↑  这部电影是他的电影处女作。[4]
2. ↑  这部电影是她生前出演的最后一部电影。[5]